# Јупитерови прстенови
Јупитерови прстенови су систем прстенова планете Јупитер. Ово је трећи откривени систем прстенова у Сунчевом систему, након Сатурновог и Урановог. Прстени су први пут примећени 1979. од стране свемирске сонде Војаџер 1, а темељно су истаржени од сонде Галилео 1990. Такође се истражују и од стране свемирског телескопа Хабл.